# Nobia
Nobia ist ein Konzern aus Schweden, der Einbauküchen fertigt und vertreibt. Nobia AB beschäftigt 6.000 Mitarbeiter und hatte 2016 einen Jahresumsatz von knapp 13 Milliarden SEK.
Das schwedische Unternehmen Nobia wurde 1996 gegründet und ist heute der größte Küchenmöbelhersteller in Europa. Die Zentrale des Unternehmens ist in Stockholm, an dessen Börse die Aktiebolag notiert ist. Die großen regionalen, nationalen und internationalen Marken von Nobia sind in vielen europäischen Ländern vertreten. Das Unternehmen ist auf maßgefertigte Einbauküchen spezialisiert und erzielt einen Teil seiner Einnahmen über Franchising. 2003 gab es einen Rechtsstreit zwischen Nobia und dem deutschen Küchenhersteller Nobilia aufgrund der Verwechslungsgefahr der beiden Namen. 2008 bis 2010 war Preben Bager Konzernchef und Geschäftsführer bei Nobia AB, seit 2010 führt Morten Falkenberg das Unternehmen.

## Nobia-Gruppe
Zur Gruppe gehören zahlreiche Küchenhersteller, die weiterhin als eigenständige Unternehmen tätig sind.
Dänemark:
- HTH (seit 1996)
- Invita (seit 2000)
- uno form (seit 1996)

Deutschland:
- Poggenpohl inklusive Goldreif (2000 bis 2017, an Adcuram abgegeben)
- Optifit (seit 2000, 2013 wieder eigenständig)
- Pronorm (2010 an die DMG-Gruppe abgegeben)

Finnland:
- Novart inklusive der Marken À la carte, Parma und Petra (seit 1998)

Frankreich:
- Hygena (2006 bis 2014, an Fournier abgegeben)

Großbritannien:
- Gower (seit 2003)
- Interior Solutions (seit 2001)
- Magnet (seit 2001)
- Rixonway Kitchens inkl. Halvanto (seit 2014)
- Commodore Kitchens inkl. CIE Plc (seit 2015)

Niederlande:
- Bribus (seit 2018)

Norwegen:
- Norema (seit 2000)
- Sigdal (seit 1996)

Österreich:
- EWE (seit 2005)
- FM Küchen (seit 2005)
- Intuo (seit 2009)

Schweden
- Marbodal (seit 1996)
- Myresjö (seit 1996, zunächst unter Poggenpohl, 2014 aufgegangen in Marbodal)

## Culinoma-Holding
Im Februar 2007 haben sich Nobia und die niederländische De MandemakersGroep BV zu gleichen Teilen am Gemeinschaftsunternehmen Culinoma-Holding beteiligt. Im März 2010 kauft die De Mandemakers Gruppe Nobias 50-%-Beteiligung an Culinoma und übernimmt zugleich alle Aktien von Nobia der Pronorm Einbauküchen GmbH.